# Tillandsia regnellii
Espèce
Classification phylogénétique
Tillandsia regnellii Mez est une plante de la famille des Bromeliaceae.
Le terme regnellii est une dédicace au botaniste A.F. Regnell (en), collecteur de la plante.

## Protologue et Type nomenclatural
Tillandsia regnellii Mez in Mart., Fl. Bras. 3(3): 592, tab. 110 (1894) (pro « regnelli »)
Diagnose originale :
« TILLANDSIA REGNELLI Mez n. sp. foliis dense rosulatis utriculum haud efformantibus, quaquaversis, e late lineari perlonge acutis, dense lepidibus maximis obtectis +/- sericantibus; inflorescentia scapo recto elata, submultiflora, digitatim e spicis 5-10 composita panniculata[sic], folia aequante; bracteis floralibus late ovatis, longiuscule acutis paulloque mucronatis, dorso dense lepidotis, sepala superantibus; sepalis margine fimbriatis ceterum glabris, antico cum reliquis ad 2, posticis inter sese ad 3 mm. connatis; petalis lamina ovali, suberecta; staminibus quam petala brevioribus, antheris apice longe acutis; style antheras superante. »
Type :
- leg. A.F. Regnell, n° (III)1798, 1823-06-23, pro « Tillandsia gardneri Lindl. » ; « in Brasiliae prov. Minas Geraës ad Caldas, lateribus rupium apricopum innascens » ; « Brasil: Caldas ad latera rupium apricarum » ; Holotypus B (B 10 0247200) Nb : ce spécimen d'herbier a été secondairement étiqueté « Lectotype of Tillandsia regnellii Mez », cependant Mez cite explicitement et complètement ce seul spécimen de Berlin pour type, il s’agit donc bien de l'holotype.
- leg. A.F. Regnell, n° (III)1798, 1823-06-23 ; « Brasilia, prov. Minas Geraes. » ; Isotypus US National Herbarium (US 00091092)

## Synonymie
- Tillandsia gardneri (en) Lindl[2]

## Écologie et habitat
- Typologie : plante herbacée en rosette acaule monocarpique vivace par ses rejets latéraux ; saxicole[1],[3]
- Habitat : parois rocheuses ensoleillées[1].
- Altitude : ?

## Distribution
- Amérique du sud :
  -  Brésil
    - Minas Gerais[1]